# Agriocnemis aderces
Agriocnemis aderces – gatunek ważki z rodziny łątkowatych (Coenagrionidae).